# Niesi-Kivalo
Niesi-Kivalo är en kulle i Finland.   Den ligger i den ekonomiska regionen  Rovaniemi ekonomiska region  och landskapet Lappland, i den norra delen av landet, 700 km norr om huvudstaden Helsingfors. Toppen på Niesi-Kivalo är 270 meter över havet.
Terrängen runt Niesi-Kivalo är huvudsakligen platt. Runt Niesi-Kivalo är det mycket glesbefolkat, med 2 invånare per kvadratkilometer.